# Embaixada da Ucrânia nos Países Baixos

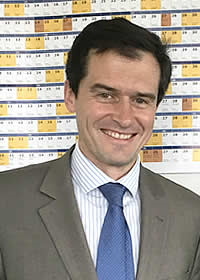
Vsevolod Chentsov

A Embaixada da Ucrânia nos Países Baixos (em ucraniano:  Посольство України в Нідерландах) é a missão diplomática da Ucrânia em Haia, nos Países Baixos. Desde 2017, o Embaixador Extraordinário e Plenipotenciário da Ucrânia no Reino dos Países Baixos é Vsevolod Chentsov.

## História das relações diplomáticas
O Reino dos Países Baixos reconheceu a independência da Ucrânia em 31 de dezembro de 1991. As relações diplomáticas entre os dois países foram estabelecidas em 1 de abril de 1992 por troca de notas diplomáticas.